# Hercules (Dorney Park & Wildwater Kingdom)
Hercules in Dorney Park & Wildwater Kingdom (Allentown, Pennsylvania, USA) war eine Holzachterbahn des Herstellers Dinn Corporation, die am 6. Mai 1989 eröffnet wurde. Sie wurde von Curtis D. Summers konstruiert.
Zum Zeitpunkt ihrer Eröffnung war sie die größte Holzachterbahn weltweit, aber aufgrund ihres schwachen Designs wurde sie am 1. September 2003 geschlossen und durch die Achterbahn Hydra the Revenge ersetzt.

## Züge
Hercules besaß zwei Züge des Herstellers Philadelphia Toboggan Coasters mit jeweils sechs Wagen. In jedem Wagen konnten vier Personen (zwei Reihen à zwei Personen) Platz nehmen.